# Fourquevaux
Fourquevaux település Franciaországban, Haute-Garonne megyében. Lakosainak száma 808 fő (2022. január 1.). Fourquevaux Préserville, Labastide-Beauvoir, Baziège, Odars, Belberaud és Montlaur községekkel határos.

## Népesség
A település népességének változása:
| Lakosok száma | 351  | 557  | 639  | 759  | 749  | 744  | 771  | 776  | 774  | 808  |
|               | 1968 | 1982 | 1990 | 2006 | 2013 | 2015 | 2017 | 2019 | 2020 | 2022 |